# Eerste Kamerverkiezingen 1951
De Eerste Kamerverkiezingen 1951 waren reguliere Nederlandse verkiezingen voor de Eerste Kamer der Staten-Generaal. Zij vonden plaats op 31 juli 1951.
Bij deze verkiezingen kozen de leden van Provinciale Staten in de kiesgroepen II en IV - die op 26 april 1950 bij de Statenverkiezingen gekozen waren - 25 leden van de Eerste Kamer.
De door de leden van Provinciale Staten uitgebrachte stemmen hadden niet alle dezelfde waarde; zij werden gewogen aan de hand van de bevolkingscijfers van de provincies. 
De uitslag van de verkiezingen was als volgt:
| Partij                                  | Zetels | Zetels | +/− | Zetelverdeling naar kiesgroep | Zetelverdeling naar kiesgroep | Zetelverdeling naar kiesgroep | Zetelverdeling naar kiesgroep |
| Partij                                  | 1948   | 1951   | +/− | I                             | II                            | III                           | IV                            |
| --------------------------------------- | ------ | ------ | --- | ----------------------------- | ----------------------------- | ----------------------------- | ----------------------------- |
| Katholieke Volkspartij                  | 17     | 16     | −1  | 9                             | 3                             | 2                             | 2 (−1)                        |
| Partij van de Arbeid                    | 14     | 14     | 0   | 2                             | 4                             | 4                             | 4                             |
| Anti-Revolutionaire Partij              | 7      | 7      | 0   | 1                             | 2                             | 2                             | 2                             |
| Christelijk-Historische Unie            | 5      | 6      | +1  | 1                             | 2                             | 1                             | 2 (+1)                        |
| Volkspartij voor Vrijheid en Democratie | 3      | 4      | +1  | 0                             | 2 (+1)                        | 1                             | 1                             |
| Communistische Partij van Nederland     | 4      | 3      | −1  | 0                             | 0 (−1)                        | 2                             | 1                             |
| Totaal                                  | 50     | 50     | 0   | 13                            | 13                            | 12                            | 12                            |

## Gekozenen
Bij deze verkiezingen waren 25 leden aftredend, van wie 21 herkozen werden.
Fred Schoonenberg, herkozen op de lijst van de CPN in kiesgroep IV, nam zijn benoeming niet aan. In zijn plaats werd het aftredende lid Jan Schalker, die in kiesgroep II niet herkozen was, benoemd verklaard.
*1850 · 1853 · 1856 · 1859 · 1862 · 1865 · 1868 · 1871 · 1874 · 1877 · 1880 · 1883 · *1884 · 1887 (I) · *1887 (II) · *1888 · 1890 · 1893 · 1896 · 1899 · 1902 · *1904 · 1907 · 1910 · 1913 · 1916 · *1917 · 1919 · *1922 · *1923 · 1926 · 1929 · 1932 · 1935 · *1937 · *1946 · *1948 · 1951 · *1952 · 1955 · *1956 (I) · *1956 (II) · 1960 · *1963 · 1966 · 1969 · *1971 · 1974 · 1977 · 1980 · *1981 · *1983 · *1986 · 1987 · 1991 · 1995 · 1999 · 2003 · 2007 · 2011 · 2015 · 2019 · 2023

* algemene verkiezingen in verband met vervroegde ontbinding van de Eerste Kamer

vanaf 1987 bedraagt de vaste zittingstermijn van de Eerste Kamer vier jaar